# Dobersberg
Dobersberg je naselje v Občini Straßburg v Okraju Šentvid ob Glini na Koroškem v Avstriji.